# میس مونیک
اولِسیا آرکوشا (اوکراینی: Олеся Аркуша؛ انگلیسی: Olesia Arkusha؛ زادهٔ ۱۹۹۲)، با نام هنری میس مونیک (انگلیسی: Miss Monique)، یک دی‌جی و تهیه‌کننده موسیقی اهل اوکراین است. او در دنیای موسیقی الکترونیک به‌دلیل ایجاد کانال‌های یوتیوب به نام‌های «مایند گیمز» و «میمو ویکلی» و نیز به‌دلیل انتشار آثار خود تحت برچسب‌هایی مانند بلک هول ریکوردینگز یا بونزای پراگرسوی شناخته شده است.

## زندگی‌نامه

### اجراها
فعالیت حرفه‌ای اولسیا آرکوشا در سال ۲۰۱۱ با اجرای برای دو سال پیاپی در اوکراین آغاز شد. او و شریک زندگی‌اش تصور کردند که نام او برای خارجی‌ها بسیار پیچیده است و پس از در بررسی چندین نام فرانسوی، نام «میس مونیک» (به معنی خانم مونیک) را انتخاب کردند.: ۱:۵۲:۴۹  او در سال ۲۰۱۳ یک نمایش رادیویی به نام بازی‌های ذهنی را ایجاد کرد. رشد محبوبیت او به او اجازه داد توجه شنوندگان خارجی را به خود جلب کند. به همین دلیل، میس مونیک شروع به اجرا در چندین سالن کنسرت بین‌المللی کرد و در سال ۲۰۱۴ همکاری با شرکت نشر موسیقی فریگرنت میوزیک را آغاز کرد. ترانه‌های منتشر شدهٔ او در این لیبل از سوی برخی از دی‌جی‌های بزرگ جهان، به ویژه آرمین ون بورن، پال ون دایک، پل اوکنفولد، گرت امری و دیگران مورد توجه قرار گرفت. او در سال ۲۰۱۶ بیش از ۱۰۰ اجرا در بلژیک، چین، مکزیک و مصر انجام داد. در سال ۲۰۱۹، او در قبرس به اجرا پرداخت و پیش از آن نیز کنسرت‌هایی را در ایبیزا، مجارستان، بلاروس، جمهوری چک و هند برگزار کرده بود. او تورهای خود را در سال ۲۰۲۲ در آرژانتین، اسرائیل، اسپانیا، مجارستان و فلوریدا ادامه داد، و در نهایت به رکورد ۴۰ اجرا از زمان نخستین اجرای خود دست یافت.
او که اصالتاً اهل اوکراین است، در آغاز دههٔ ۲۰۱۰ با حرفهٔ کنونی خود آشنا شد. میس مونیک که در کی‌یف مستقر است، به تدریج به شهرت رسید و به یکی از شناخته‌شده‌ترین دی‌جی‌ها در اروپای شرقی تبدیل شد. میس مونیک همچنین به‌عنوان یکی از شناخته‌شده‌ترین هنرمندان زن در سبک پراگرسیو هاوس در اروپا در نظر گرفته می‌شود. میس مونیک یکی از ۲۰ ستارهٔ محبوب پاپ اوکراینی است و ترانهٔ او با نام مسیر باد در رتبهٔ چهاردهم بهترین ترانهٔ پراگرسیو هاوس سال ۲۰۲۱ قرار گرفته است. برخی از ویدئوهای او که در یوتیوب ارسال می‌شوند به‌طور معمول به ۵۰٬۰۰۰ بازدید، و برخی تا دو میلیون بازدید می‌رسند. تا آوریل ۲۰۱۹، مجموعهٔ ردیو اینتنس او به ۱۳ میلیون بازدید رسیده بوده است. موهای سبز رنگ او همچنان در اجراهای او به‌عنوان یک ویژگی متمایز در نظر گرفته می‌شود.
در ۲۴ فوریهٔ ۲۰۲۲، میس مونیک و خانواده‌اش دو هفتهٔ اول جنگ را در ماشین‌های خود در خیابان‌های کی‌یف خوابیدند و سپس در اوایل ماه مارس مجبور شدند به وینیتسا بگریزند و چند روز بعد از کشور خارج شوند.: ۲:۰۰:۰۲–۲:۰۳:۰۶  او حملهٔ روسیه به کشورش را تحت عنوان یک «جهنم» و «سخت‌ترین تجربهٔ زندگی من» توصیف کرده است.: ۲:۰۳:۰۶  میس مونیک پس از دو ماه به کی‌یف بازگشت؛ زیرا احساس می‌کرد که شادی مردم با موسیقی او بهترین راه برای کمک به کشورش است. اگرچه موسیقی او تغییری نکرد، اما او و لیبل‌اش سیونا رکوردز از حمایت و همکاری با هنرمندان روسی (که به گفتهٔ خودش، در کمال تعجب به نظر می‌رسید که به‌طور معمول به تجارت خود ادامه می‌دهند، گویی جنگ وجود ندارد) دست کشیدند.: ۲:۰۴:۰۲–۲:۰۵:۴۷  در ۲۴ اوت ۲۰۲۲، میس مونیک و دیگر دی‌جی‌های اوکراینی به مناسبت روز استقلال اوکراین کنسرتی برای جمع‌آوری کمک‌های مالی در ویلنیوس، لیتوانی برگزار کردند. میس مونیک گفت: «این رویداد در ویلنیوس نه تنها به جمع‌آوری پول برای اوکراینی‌ها کمک می‌کند، بلکه به جهان یادآوری می‌کند که جنگ روسیه و اوکراین تمام نشده است. مردم هنوز در حال مرگ هستند و ما باید با هم کاری انجام دهیم و تروریسم روسیه را متوقف کنیم.» پس از آن، او گفت که حمایت از اوکراین در لیتوانی «شگفت‌انگیز» بوده است، و بسیاری از مردم نه تنها برای کمک‌های بشردوستانه کمک مالی کردند، بلکه پرچم‌های اوکراین را به اهتزاز درآوردند و لباس‌های ملی اوکراین را بر تن کردند.: ۲:۰۸:۲۳–۲:۰۹:۱۰ 
در اکتبر ۲۰۲۲، میس مونیک در فستیوال سِرکِل در بیوسفر مونترال اجرا کرد و در آنجا ترانهٔ جدید خود با نام «کنکورد» را برای نخستین بار معرفی کرد.

### ناشر و سبک
میس مونیک در سال ۲۰۱۹ شرکت نشر موسیقی خود را با نام سیونا رکوردز تأسیس کرد.
سبک موسیقی او بر ژانر نوظهور ملودیک تکنو متمرکز است که به‌طور قابل توجهی با پراگرسیو هاوس مدرن همپوشانی دارد.

## ترانه‌شناسی

### آلبوم‌های چندآهنگه
- ۲۰۲۰: قطره باران، در در سیونا رکوردز[۹]
- ۲۰۲۱: سرزمین آفتاب، در پیوریفاید رکوردز[۱۵][۲۲]